# Henry S. Washington

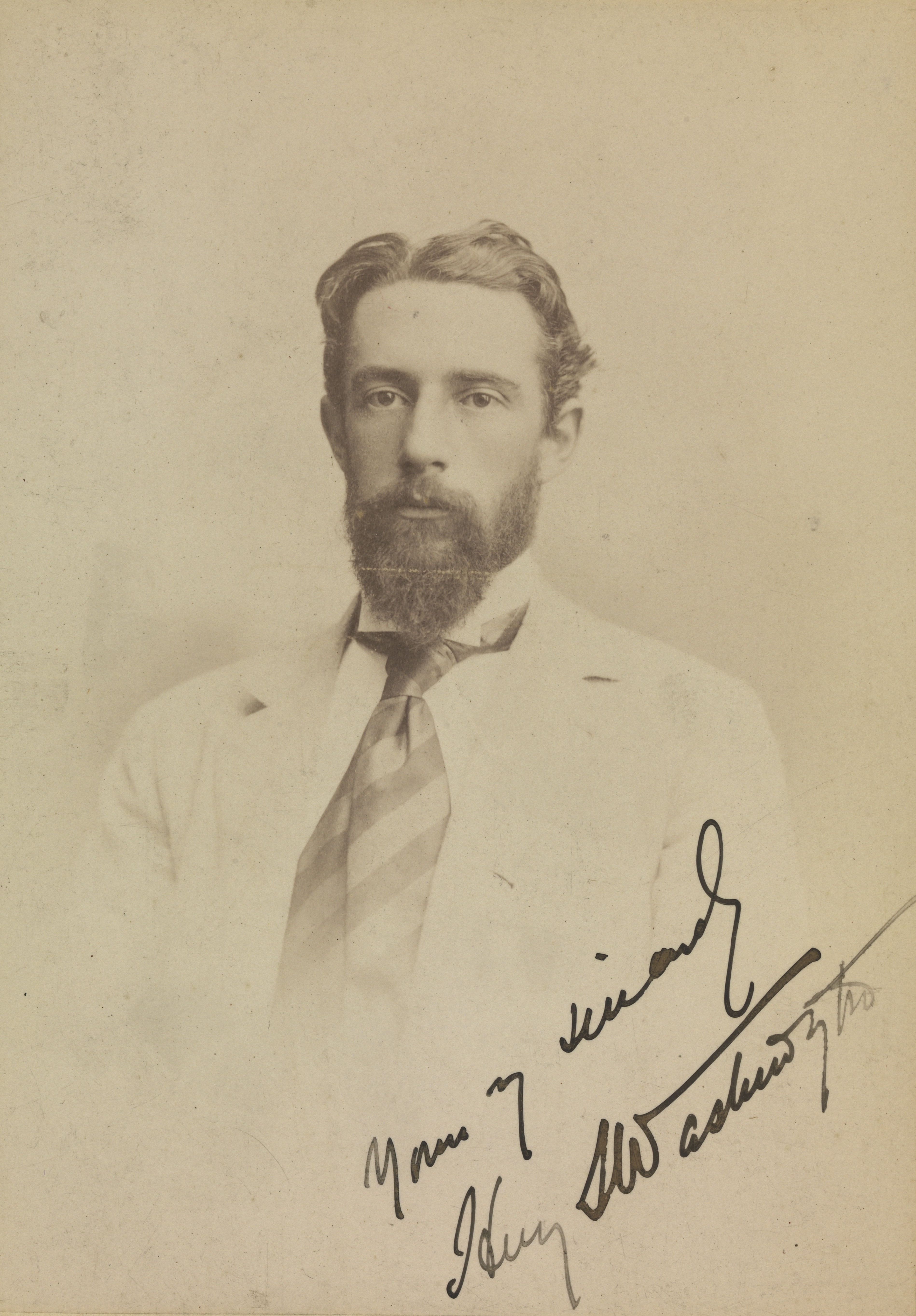
Henry Stephens Washington

Henry Stephens Washington (* 15. Januar 1867 in Newark, New Jersey; † 7. Januar 1934 in New York City) war ein US-amerikanischer Geologe, Mineraloge, Petrologe und Archäologe. Er ist einer der Urheber der CIPW-Norm.

## Leben
Henry S. Washington stammte aus einer wohlhabenden Familie, die in einer Nebenlinie mit George Washington verwandt war; beider gemeinsamer Urahn war John Washington, der aus England eingewanderte Urgroßvater des ersten US-Präsidenten. Henry S. Washington erwarb 1886 am Yale College einen Bachelor und 1888 ebendort einen Master. Anschließend bereiste er Europa, Kleinasien und Nordafrika und lernte mehrere Sprachen, darunter Deutsch, Französisch und Italienisch fließend, aber auch Neugriechisch, Spanisch, Portugiesisch, Arabisch und Türkisch. In den Wintersemestern 1891/92 und 1892/93 studierte er bei Ferdinand Zirkel und Hermann Credner an der Universität Leipzig und erwarb 1893 mit der Arbeit The Volcanoes of the Kula Basin in Lydia einen Ph.D.; die Arbeit wurde 1894 in New York veröffentlicht. Außerdem besuchte er die American School for Classical Studies in Athen, für die er verschiedene Ausgrabungen in Griechenland durchführte, darunter eine mit seinem Bruder Charles in Phlius (worüber erst 1923 im American Journal of Archaeology eine Veröffentlichung erschien).
Henry S. Washington war seit 1894 mit Martha Rose Beckwith verheiratet. 1895 kehrte er nach Yale zurück, wo er – zum Teil in seinem Privatlabor in New Jersey – für Louis V. Pirsson und Edward Salisbury Dana Gesteinsanalysen durchführte. Gemeinsam mit Pirsson, Joseph Paxson Iddings und Whitman Cross entwickelte Washington zwischen 1899 und 1902 eine systematische Nomenklatur für magmatisches Gestein, die noch heute in der Petrographie als CIPW-Norm gebräuchlich ist. In den folgenden Jahren veröffentlichte er zahlreiche Untersuchungen von Gesteinsproben vulkanischen Ursprungs aus dem Mittelmeerraum und bereitete mit anderen die Gründung eines geophysikalischen Labors an der Carnegie Institution of Washington vor.
Seine Frau verließ ihn 1906 und nahm große Teile seines Vermögens mit. Die Ehe wurde später geschieden und Washington heiratete nicht erneut. Zwischen 1906 und 1912 betrieb Washington in New York ein Beratungsbüro für den Bergbau – zum ersten Mal in seinem Leben musste er für seinen Lebensunterhalt arbeiten. Von 1909 bis 1914 war er im Verwaltungsrat des Geological Survey von New Jersey. Ab 1912 arbeitete er für das von Arthur L. Day geleitete geophysikalische Labor der Carnegie Institution, für das er weiter magmatische Gesteine, aber auch submarine Vulkane untersuchte. Außerdem veröffentlichte er auch immer wieder einzelne archäologische Arbeiten.
1918 übernahm Washington den Vorsitz der Abteilung für Vulkanologie der American Geophysical Union (AGU). 1918/19 war er Wissenschaftsattaché an der amerikanischen Botschaft in Rom. 1922 wurde er Vizepräsident der Geological Society of America und der Abteilung Vulkanologie der International Geophysical Union und 1924 Präsident der Mineralogical Society of America. Von 1926 bis 1929 war er Vorsitzender der AGU.
1897 wurde Washington in die American Association for the Advancement of Science gewählt, 1921 in die National Academy of Sciences, 1922 in die American Philosophical Society. und 1932 als korrespondierendes Mitglied in die Akademie der Wissenschaften der UdSSR. Außerdem war er Mitglied mehrerer nationaler und internationaler naturwissenschaftlicher und geologischer Fachgesellschaften sowie gewähltes Mitglied  der Accademia Nazionale dei Lincei und Ritter des Orden der Krone von Italien.
Er war Mitglied des Cosmos Club in Washington, D.C., wo er häufig anzutreffen war.

## Schriften (Auswahl)
- The superior analyses of igneous rocks from Roth’s Tabellen, 1869 to 1884 arranged according to the quantitative system of classification (= United States Geological Survey. Professional Paper. 28, ISSN 0096-0446 = United States Geological Survey. Series D: Petrography and Mineralogy. 27 = United States Geological Survey. Series E: Chemistry and Physics. 41). United States Government Printing Office, Washington DC 1904, (Digitalisat).
- The Roman comagmatic region (= Carnegie Institution of Washington. Publication. 57, ISSN 0099-4936). Carnegie Institution, Washington DC 1906, (Digitalisat).
- Chemical Analyses of Igneous Rocks. Published from 1884 to 1913, inclusive. With a critical Discussion of the Character and Use of Analyses (= United States Geological Survey. Professional Paper. 99). United States Government Printing Office, Washington DC 1917, doi:10.3133/pp99, (1201 Seiten).